# Ирска на Светском првенству у атлетици у дворани 2016.
Ирска је на Светском првенству у атлетици у дворани 2016. одржаном у Портланду од 17. до 20. марта учествовала шеснаести пут, односно учествовала је на свим првенствима до данас. Репрезентацију Ирске представљала је 1 такмичарка, која се такмичила у трци на1.500 метара.,
На овом првенству такмичарка Ирске није освојила ниједну медаљу нити је остварила неки резултат.

## Учесници
Жене:
- Роуз-Ен Галиган — 1.500 м

## Резултати

### Жене
| Атлетичарка     | Дисциплина | Лични рекорд | Квалификације | Квалификације | Финале                | Финале  | Детаљи |
| Атлетичарка     | Дисциплина | Лични рекорд | Резултат      | Место         | Резултат              | Место   | Детаљи |
| --------------- | ---------- | ------------ | ------------- | ------------- | --------------------- | ------- | ------ |
| Роуз-Ен Галиган | 1.500 м    | 4:11,07      | 4:16,84       | 9. у гр. 1    | Није се квалификовала | 17 / 20 |        |